# Marek Koterski
Marek Koterski (n. 3 iunie 1942, Cracovia, Guvernământul General) este un regizor de film, scenarist, actor și dramaturg polonez.

## Filmografie
- Dom wariatów (1984)
- Życie wewnętrzne (1986)
- Porno (1989)
- Nic smiesznego (1995)
- Ajlawju (1999)
- Ziua nebunului (Dzien swira, 2002)
- Toți suntem Hristos (2006)
- Baby są jakieś inne (2011)
- 7 emoții (2018)